# Stenbrottsbatteriet, Tjurkö
Stenbrottsbatteriet på Flinteviksvägen på Tjurkö i Karlskrona kommun är sedan 2003 klassat som ett byggnadsminne. Batteriet var ett kustartilleribatteri som uppfördes år 1900 och några år framåt. Batteriet ingick i samma befästningsplan som Ellenabben och förstärkningarna av de befintliga befästningarna på Västra Hästholmen och Kungsholmen, och skulle komplettera batterierna på Kungsholms fort. En kommandoplats norr om batteriet, på Tjurkös högsta punkt, hörde också till batteriet.
Batteiet byggdes med hjälp av sten från det stenbrott som batteriet är beläget i. I batteriet stod fyra artilleripjäser – 24 centimeters haubits – som skulle skydda Karlskronas inlopp. Från land skyddades pjäserna av stenbrottets vägg, och mot havet skyddade en betongmur. Batteriet togs ur drift 1936 i och med det årets försvarsbeslut, och användes därefter som övningsplats.  
2003 förklarades batteriets rester som statligt byggnadsminne. 2015 övergick anläggningen till privat ägo, och blev därmed ett enskilt byggnadsminne. I byggnadsminnesskyddet ingår de gamla pjäsplatserna, vallarna, kommandoplatsen och skyddsrummet.